# Judy (perra)
Judy (1936-17 de febrero de 1950) fue una perra de raza pointer inglés que sirvió en los buques británicos HMS Gnat y HMS Grasshopper estacionados en el Yangtsé antes y durante la Segunda Guerra Mundial. Demostró ser capaz de escuchar las aeronaves que se aproximaban, brindando a la tripulación una advertencia temprana. Después de que parte de la tripulación fuera transferida del Gnat al Grasshopper en junio de 1939, el barco fue enviado a Singapur después de la declaración de guerra británica a Alemania. Allí estaba ella a bordo del barco durante la batalla de Singapur, en la que el Grasshopper fue evacuado a las Indias Orientales Neerlandesas. Se hundió en el camino y Judy casi murió al quedar atrapada entre una fila de casilleros que caían. Fue rescatada cuando un tripulante regresó al barco siniestrado en busca de suministros.
En la isla desierta con la tripulación sobreviviente, Judy logró encontrar una fuente de agua dulce, salvándolos a todos. Se dirigieron a Singkep, en las Indias Orientales Neerlandesas, y luego a Sumatra, con el objetivo de unirse a las fuerzas británicas que estaban evacuando. Después de caminar a través de 200 millas de jungla durante cinco semanas, durante las cuales Judy sobrevivió al ataque de un cocodrilo, la tripulación llegó un día después de que partiera el último barco y posteriormente se convirtieron en prisioneros de guerra de los japoneses. Finalmente fue introducida clandestinamente en el campo de prisioneros de guerra de Gloegoer, en Medan, donde conoció al aviador Frank Williams, con quien pasaría el resto de su vida. Williams convenció al comandante del campo para que la registrara como prisionera de guerra oficial, con el número 81A Gloegoer Medan. Fue la única perra registrada como prisionera de guerra durante la Segunda Guerra Mundial.
Se trasladó a varios campamentos más y sobrevivió al hundimiento del barco de transporte Harugiku Maru, donde después salvó a varios pasajeros de ahogarse. Les Searle del Grasshopper la contrabandeó una vez más al campamento siguiente, donde se reunió con Frank Williams. Después del final de la guerra, la vida de Judy corrió peligro una vez más. Estaba a punto de ser condenada a muerte por los guardias japoneses después de un brote de piojos entre los prisioneros. Sin embargo, Williams ocultó al perro hasta que llegaron las fuerzas aliadas. Searle, Williams y otros llevaron a Judy de contrabando al Reino Unido a bordo de un barco de tropas y ella pasó los siguientes seis meses en cuarentena después de llegar. La PDSA le otorgó la Medalla Dickin, y murió en Tanzania en 1950. Su medalla Dickin y su collar fueron posteriormente exhibidos en el Museo Imperial de la Guerra como parte de la exposición The Animal's War (La guerra de los animales).

## Primeros años
Judy era una pointer inglés de raza pura de color hígado y blanco. Nació en febrero de 1936 en un refugio de animales en Shanghái fundado por expatriados británicos. Era uno de los siete cachorros de una perra llamada Kelly, propiedad de una pareja de Sussex A los tres meses de edad se escapó y un comerciante la mantuvo en un callejón hasta que cumplió seis meses. Después de un altercado con algunos marineros de un cañonero de la Armada Imperial Japonesa, fue encontrada por un trabajador de la perrera y devuelta allí. Originalmente se llamaba Shudi, pero luego su nombre se anglicanizó y se convirtió en Judy. Cuando regresó a la perrera, su madre y sus hermanos ya no estaban allí.
En el otoño de 1936, la tripulación del HMS Gnat debatió la tenencia de una mascota para el barco. Esto se debió en parte a la naturaleza competitiva de los cañoneros, con el HMS Bee, el HMS Cicada y el HMS Cricket ya teniendo sus propias mascotas. El capitán y el contramaestre jefe, el teniente comandante J. Waldergrave y el suboficial jefe Charles Jefferey, compraron a Judy de la perrera y la presentaron a la tripulación. Como su madre era conocida como Kelly de Sussex, Judy figuraba como Judy de Sussex en su documentación de la Marina Real. Se esperaba entrenarla como perro de caza, pero los hombres comenzaron a tratarla como una mascota, y varios días después de su llegada, el registro de Jefferey declaró que "nuestras posibilidades de convertirla en un perro de caza entrenado son muy pequeñas". El tiempo que pasó en las calles de Shanghái fue culpado por su falta de instinto de caza; el único momento en que señalaba de la manera tradicional era cuando podía oler la comida.

## Carrera militar

### HMSGnat

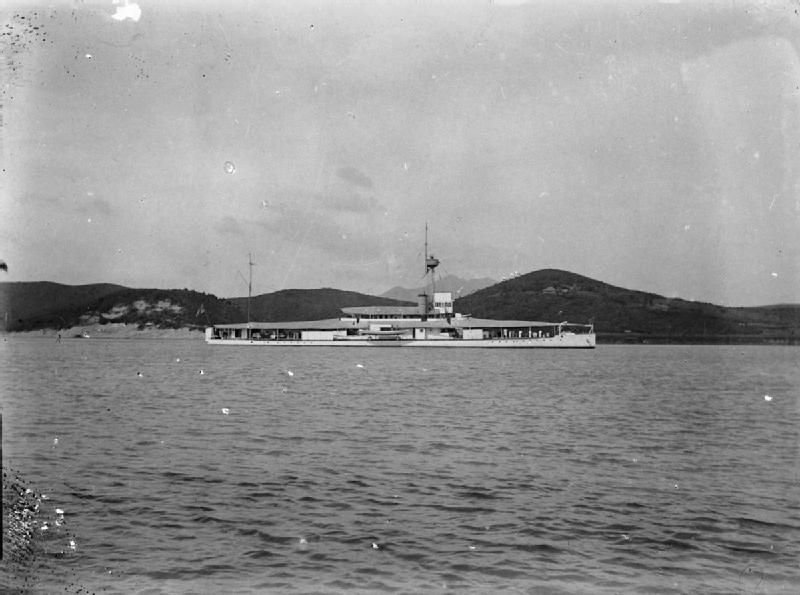
El HMS Gnat, fotografiado en 1922.

Al marinero Jan "Tankey" Cooper se le asignó el trabajo de ser el "guardián del perro del barco", que también era el carnicero del barco. Le dieron una caja abierta y una manta para dormir. La entrenaron para impedirle entrar en ciertas zonas del barco, como aquellas habitadas por los cocineros chinos, ya que les desagradaba. En noviembre de 1936, Judy cayó por la borda desde el castillo de proa al río Yangsté y fue avistada por Jefferey. El barco tuvo que detenerse por completo y se desplegó una lancha motora para recuperarla. Pese a ser un animal, el incidente quedó registrado en el diario de bitácora como hombre al agua. Cuando la lancha regresó al Gnat, la tripulación envió el mensaje de semáforo: "El bautizo de Judy está completo". La tripulación empezó a encontrar al perro útil para navegar por el río, ya que podía alertarlos sobre los barcos de pozo ciego con tiempo suficiente para cerrar todas las escotillas y minimizar el olor.
Después de someterse a pruebas tras una remodelación, el Gnat se reunió con el HMS Ladybird, que también tenía un perro como mascota. Sin embargo, Judy tuvo que mantenerse alejada, ya que, aunque él se sentía atraído por ella, ella no sentía afecto por él. A primera hora de la mañana, después de la partida de Ladybird, Judy alertó al barco sobre la presencia de piratas fluviales que estaban a punto de abordar el Gnat en la oscuridad. El ataque fue fácilmente repelido, ya que los piratas perdieron el elemento sorpresa. Varios días después, Judy fue llevada a tierra con un grupo de caza por primera vez, pero no tuvo éxito como perro de caza; la tripulació intentó repetidamente, sin mucho éxito, usarla para la caza.
Judy también señaló la aproximación de aviones japoneses hostiles mucho antes de que cualquiera de los tripulantes humanos pudiera oírlos. Esto ocurrió por primera vez antes del estallido de la guerra, cuando los aviones volaban a baja altura sobre el Gnat y Judy les ladraba hasta que pasaban. En una excursión a Jiujiang, Jefferey llevó a Judy a caminar fuera de la ciudad, pero ella corrió delante, arrastrándolo con ella. Se dio cuenta, mientras miraba hacia atrás, de que ella lo había estado alejando de un leopardo. En noviembre de 1937, el Gnat se reunió con el cañonero fluvial estadounidense USS Panay. Después de que el Panay organizó una fiesta para las dos tripulaciones del barco, la tripulación del Gnat partió y sólo después se dieron cuenta de que Judy no estaba con ellos. Se comunicaron con el Panay a través de un reflector de señales, pero insistieron en que no la habían visto. A la mañana siguiente, la tripulación escuchó de un comerciante chino que después de todo Judy estaba a bordo del Panay. En represalia, un grupo abordó el barco estadounidense y robó la campana de a bordo. Después se pusieron en contacto con el Panay y les ofrecieron devolverle la campana a cambio de Judy. La devolvieron en una hora.

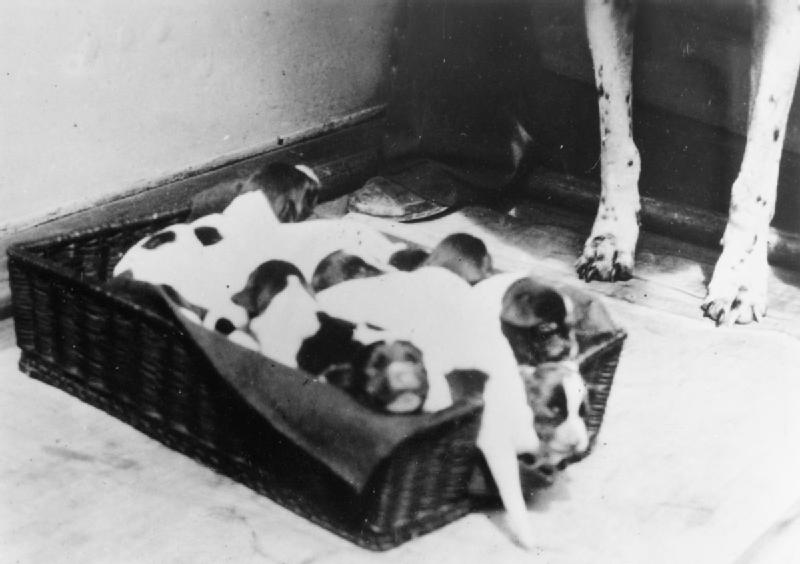
Una camada de los cachorros de Judy.

A principios de 1938, tanto Jefferey como Cooper fueron enviados de regreso al Reino Unido como parte de la rotación de la tripulación. Mientras estaba atracado en Hankou, a Judy le llamó la atención un perro de su misma raza a bordo del cañonero francés Francis Garnier. Las dos compañías del barco organizaron una ceremonia de boda improvisada para los dos perros. Paul, el perro del barco francés, permaneció en el Gnat durante tres días antes de regresar a su barco. Judy quedó preñada y dio a luz a trece cachorros. Diez de ellos sobrevivieron y finalmente fueron entregados a diversas fuentes, entre ellas el Francis Garnier y el cañonero estadounidense USS Guam. Judy estuvo involucrada en un incidente en octubre de ese año que resultó en el fin de sus viajes a tierra en Hankou. Mientras caminaban dos marineros del Gnat, fueron confrontados por soldados japoneses que apuntaron un rifle cargado a Judy. Como respuesta, uno de los soldados fue arrojado al Yangtsé por el marinero líder Jack Law. Durante los días siguientes, varios oficiales japoneses subieron a bordo del Gnat y se decidió que sería mejor que Judy permaneciera en el barco.

### HMSGrasshopper

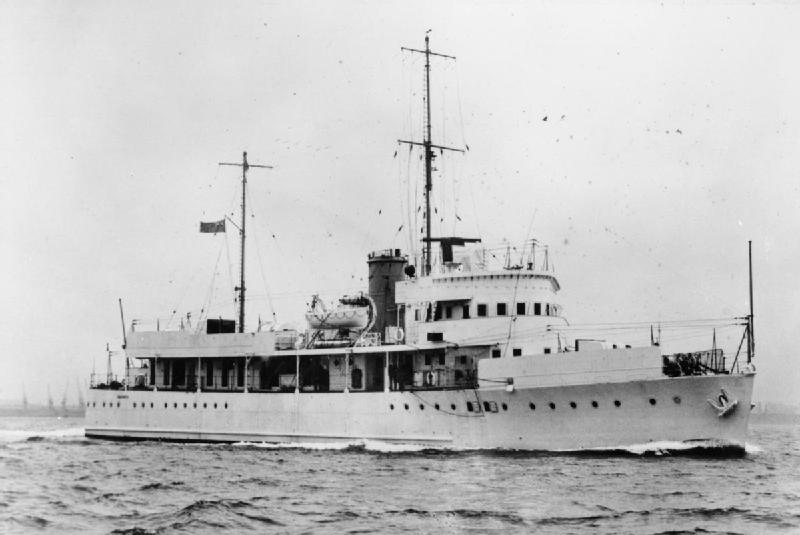
El HMS Grasshopper, fotografiado en 1940.

En junio de 1939, varios cañoneros de la clase Locust llegaron al Yangtsé para reemplazar las operaciones de los buques de la clase Insect ya existentes. Parte de la tripulación del Gnat fue transferida al HMS Grasshopper, incluida Judy. Tras la declaración de guerra británica a Alemania en septiembre de ese año, varios de los cañoneros fluviales, incluido el Grasshopper, fueron redistribuidos a la base británica en Singapur. Al principio, Judy se mareó, pero la tripulación se aseguró de que hiciera el ejercicio adecuado y, cuando el barco llegó a la estación, ya se había recuperado.
Al principio, su estancia en Singapur fue tranquila y Judy se quedó con un funcionario de aduanas y su familia durante una semana en tierra. El barco fue desplegado rara vez hasta enero de 1942, cuando fue desplegado con otros cañoneros para proporcionar bombardeos de cobertura a lo largo de la costa de Malaya para las tropas en retirada, y ocasionalmente para llevar a cabo evacuaciones. En ese momento, Judy estaba principalmente bajo el cuidado del suboficial George White. La batalla de Singapur tuvo lugar entre el 8 y el 15 de febrero. El primer día, junto con otros buques militares, el Grasshopper navegó hacia el mar para proporcionar fuego antiaéreo. El 11 de febrero, el Grasshopper y su barco hermano, el HMS Dragonfly, eran los barcos más grandes que quedaban en Singapur. El 13 de febrero, se ordenó a los barcos evacuar al personal y abandonar Singapur. Los barcos partieron a las 9 de la noche de ese mismo día y viajaron juntos. White informó más tarde que Judy había "saludado personalmente a prácticamente todos a bordo".
Los barcos se dirigieron a Batavia en las Indias Orientales Neerlandesas. Por temor a la Armada japonesa, intentaron viajar a través de las islas circundantes a Lingga con la esperanza de que el archipiélago en el que se encontraba pudiera usarse como escondite. Cuando se acercaron el 14 de febrero, Judy indicó la aproximación de aviones japoneses y los artilleros antiaéreos tomaron sus posiciones en preparación. El Grasshopper fue alcanzado por una sola bomba antes de que los aviones despegaran. Judy estaba bajo cubierta cuando los aviones regresaron. El Dragonfly fue alcanzado por tres bombas y se hundió rápidamente. El Grasshopper fue alcanzado por otras dos bombas y se dio la orden de abandonar el barco cuando un incendio se extendió cerca de un compartimento de municiones. Se bajaron los botes y la tripulación y los evacuados fueron transportados poco más de cien yardas hasta la costa mientras los aviones japoneses ametrallaban los barcos. Fue solo cuando llegaron a tierra que se dieron cuenta de que Judy no estaba con ellos.
La isla a la que llegaron resultó estar deshabitada, con poca comida y sin agua aparente. Después de montar un campamento en tierra, White fue enviado de regreso al Grasshopper, que aún continuaba a flote, para buscar provisiones. Subió a bordo del barco y descendió bajo cubierta para buscar cualquier objeto que pudiera ser de utilidad. Mientras estaba allí, sintió a Judy en la oscuridad, atrapada en su cama debajo de una fila de casilleros. Construyó una balsa con los restos del cañonero y remó con Judy, de regreso a la isla. La falta de agua se estaba convirtiendo en un problema, hasta que Judy comenzó a cavar en un punto en la línea de flotación. Le tomó un par de minutos, pero Judy logró desenterrar un manantial de agua dulce y se le atribuyó el mérito de salvar las vidas de todos. Durante la primera noche, el polvorín del Grasshopper finalmente se incendió y explotó, hundiendo el barco. Los sobrevivientes continuaron acampando en la playa durante los días siguientes, con Judy protegiéndolos de las serpientes.
Cinco días después de que el Grasshopper fuera bombardeado, llegó un tongkang que llevó a los sobrevivientes a la isla Singkep, la más grande de las islas Lingga. Allí dejaron a sus heridos, y Judy junto con los otros sobrevivientes viajaron dos días después en un junco chino a Sumatra, donde se esperaba que quedara una fuerza británica que pudiera llevarlos a Sri Lanka. Al llegar, llevaron la embarcación por una serie de ríos hasta que se estrecharon tanto que el junco no podía pasar. Luego se embarcaron en un a caminata de 200 millas a través de la isla en un intento de llegar a Padang. Durante el viaje por la selva, Judy fue atacada por un cocodrilo y sufrió un corte en el hombro. Los sobrevivientes suturaron la herida con sus limitados suministros de primeros auxilios. La perra continuó advirtiéndoles sobre los depredadores que se acercaban, y un tripulante afirmó que lo salvó de un tigre de Sumatra. Salieron de la jungla en Sawahlunto, donde tomaron el tren hacia Padang. El grupo perdió el último barco de evacuación por nueve días, ya que los japoneses estaban a punto de llegar para tomar el control de la ciudad en cualquier momento. Tras la llegada de los japoneses, los supervivientes del Grasshopper, junto con Judy, fueron puestos bajo custodia como prisioneros de guerra el 18 de marzo.

### Como prisionera de guerra

#### Medan
La tripulación se convirtió en prisionera de guerra, inicialmente retenida en Padang, pero pronto fue trasladada a Belawan. Introducieron a Judy de contrabando a bordo de camiones de transporte, oculta bajo sacos de arroz vacíos. Después de cinco días llegaron al campo de prisioneros de guerra de Gloegoer en Medan. El suboficial jefe Leonard Williams registró: "Así comenzaron tres o cuatro años del trabajo más horrible, tortura, hambruna y toda la degradación que los japoneses podían infligirnos". Ella estaba bajo el cuidado de Les Searle de Grasshopper y un soldado llamado Cousens que tenía un trabajo fabricando artículos de cuero para los guardias. Cousens le daba trozos de cuero a Judy, pero murió de malaria poco tiempo después de que los dos militares robaran una gran cantidad de arroz a los japoneses.
En agosto, Judy conoció al aviador Frank Williams, quien la adoptó y compartió con él su puñado diario de arroz.  En el campamento, Judy intervenía distrayendo a los guardias cuando administraban castigos. Ella fue el único animal que fue registrado oficialmente como prisionero de guerra durante la Segunda Guerra Mundial, después de la intervención de Frank para proteger al perro de los guardias, quienes a menudo amenazaban con dispararle a Judy cuando les gruñía y ladraba. Williams logró convencer al comandante del campamento, que se había embriagado con sake, para que firmara los papeles de registro con la promesa de uno de los futuros cachorros de Judy.  El nombre oficial de prisionera de guerra de Judy era 81A Gloegoer Medan.
Durante su estancia en el campo, alertaba a los prisioneros sobre la aproximación de los guardias japoneses y también si había otros animales como serpientes o escorpiones cerca. También hacía excursiones desde el campamento en busca de comida y traía ratas y serpientes a Williams. Judy tuvo otro grupo de cachorros, de los cuales cinco sobrevivieron. Uno de ellos fue entregado al comandante del campamento, tal como se había prometido, y otro cachorro fue introducido clandestinamente en el campamento de mujeres junto con toda la comida que los hombres pudieron prescindir. Otro cachorro fue entregado a la Cruz Roja en Medan, otro fue apaleado y herido fatalmente por un guardia borracho y el último permaneció en el campamento después de que Judy y Williams se marcharan.
En junio de 1944, los hombres debían ser trasladados a Singapur a bordo de la nave infernal Harugiku Maru. No se permitían perros a bordo, pero Frank Williams le enseñó a Judy a permanecer quieta y en silencio dentro de un saco de arroz. Cuando subió a bordo, Judy se metió en un saco y Williams se lo echó al hombro para llevarlo a bordo. Durante tres horas los hombres fueron obligados a permanecer de pie en cubierta bajo un calor abrasador, y durante todo ese tiempo Judy permaneció quieta y en silencio dentro de la bolsa que Williams llevaba a cuestas. Las condiciones a bordo del barco eran estrechas, con más de 700 prisioneros. El 26 de junio de 1944, el HMS Truculent torpedeó el barco. Williams empujó a Judy por un ojo de buey en un intento por salvarle la vida, a pesar de que había una profundidad de 4,6 m. Más de 500 de los pasajeros no sobrevivieron.

#### Regreso a Sumatra
Frank fue recapturado y enviado a un nuevo campamento sin noticias de la supervivencia de Judy. Sin embargo, comenzaron a contarse historias de un perro que ayudaba a hombres que se estaban ahogando trayéndoles restos flotantes para mantenerlos a flote. La habían encontrado en el agua otros supervivientes del hundimiento y, una vez más, la habían ocultado de los japoneses. Al llegar a un muelle, Les Searle la encontró y trató de subirla clandestinamente a un camión con él. Sin embargo, fue descubierta por un capitán japonés que amenazó con matarla, pero el recién llegado excomandante del campamento de Medan revocó su orden y se le permitió viajar con Searle al nuevo campamento.
Williams estaba perdiendo la esperanza de encontrar a Judy cuando ella llegó a su nuevo campamento. Después de cuatro semanas en el nuevo campamento, fueron trasladados de regreso a Sumatra en un barco de vapor. Les habían dicho que era una "misión especial" para recoger fruta. En lugar de eso, pasaron un año en Sumatra, donde los japoneses utilizaron a los hombres para atravesar la jungla y construir vías ferroviarias. También resultó útil para realizar intercambios con los lugareños, ya que indicaba cuándo alguien se escondía cerca de la vía. Sus ladridos alertaban deliberadamente a los guardias cuando había algo demasiado grande para que ella pudiera manipularlo en la jungla, como tigres o elefantes. 
La experiencia provocó un cambio en la perra, y Frank escribió más tarde: "no era aquella perra mansa y obediente; era un animal flaco que se mantenía con vida gracias a la astucia y el instinto". Debido a la lejanía del campo de trabajo, corría menos riesgo de ser devorada por la población local, que Frank temía que se la comiera. Un radarista llamado Tom Scott escribió más tarde que Frank y Judy compartían un vínculo inusual: Frank era capaz de enviar a la perra a la jungla con un clic y llamarla con un silbido. En una ocasión, Frank encontró a Judy intentando enterrar un hueso de la pata de un elefante.
A principios de 1945, Frank comenzó a notar que Judy era más agresiva hacia los guardias japoneses y coreanos. Aunque normalmente la enviaría a la jungla para evitarlos, en una ocasión, los guardias la persiguieron y dispararon al perro. Más tarde encontró a Judy sangrando por el hombro donde la bala le había rozado. Cubrió la herida con algunas hojas de palma, pero no pudo hacer nada más para curarla o recompensarla. Después de cambiar de campamento una vez más, Judy fue condenada a muerte por los japoneses como parte de un plan para controlar un brote de piojos. Desapareció durante tres días y los guardias realizaron redadas para intentar encontrarla. Sólo reapareció cuando las fuerzas japonesas abandonaron el campamento.

## Posguerra y honores
En un evento celebrado en Cadogan Square por la PDSA en mayo de 1946 y al que asistió Maria Dickin, Judy recibió la Medalla Dickin, a la que a menudo se hace referencia como el equivalente metafórico animal de la Cruz Victoria.
Judy murió en Tanzania en 1950, a la edad de entre 13 y 14 años.